# Average Earnings Index
Der Average Earnings Index, kurz AEI, ist eine gängige statistische Größe, die in der nordamerikanischen Vollblutzucht verwendet wird. Sie dient dazu die Qualität eines Deckhengstes oder einer Mutterstute in der Vollblutzucht zu erfassen. Sie wurde 1948 von Joseph A. Estes in der Fachzeitschrift Blood-Horse eingeführt.
Bezogen auf ein Land und ein Jahr ist das AEI eines Elterntiers die durchschnittliche Gewinnsumme aller Starter in dem vorgegebenen Land und Jahr, die diesen Hengst zum Vater haben, geteilt durch die durchschnittliche Gewinnsumme aller Starter (mit beliebigem Vaterpferd) in dem vorgegebenen Land und Jahr.
Ein AEI von über 1 bedeutet also überdurchschnittliche, ein AEI von unter 1 unterdurchschnittliche Performance für einen Hengst. Der große Vorteil des AEI besteht darin, dass es unabhängig von der Zahl der zugeführten Stuten und auch des in verschiedenen Ländern und verschiedenen Jahren sehr unterschiedlichen Preisgeldniveaus ist. Man kann also sehr gut Vergleiche von Hengsten in unterschiedlichen Ländern und Zeiten anstellen.
Beispielsweise erreichte American Pharoah über seine Nachkommen im Rennjahr 2021 einen AEI von 2.55 über seine Nachkommen, die knapp 260
Mio. $ gewannen.